# Gragnague
Gragnague è un comune francese di 1 806 abitanti situato nel dipartimento dell'Alta Garonna nella regione dell'Occitania.

## Società

### Evoluzione demografica
Abitanti censiti

## Monumenti

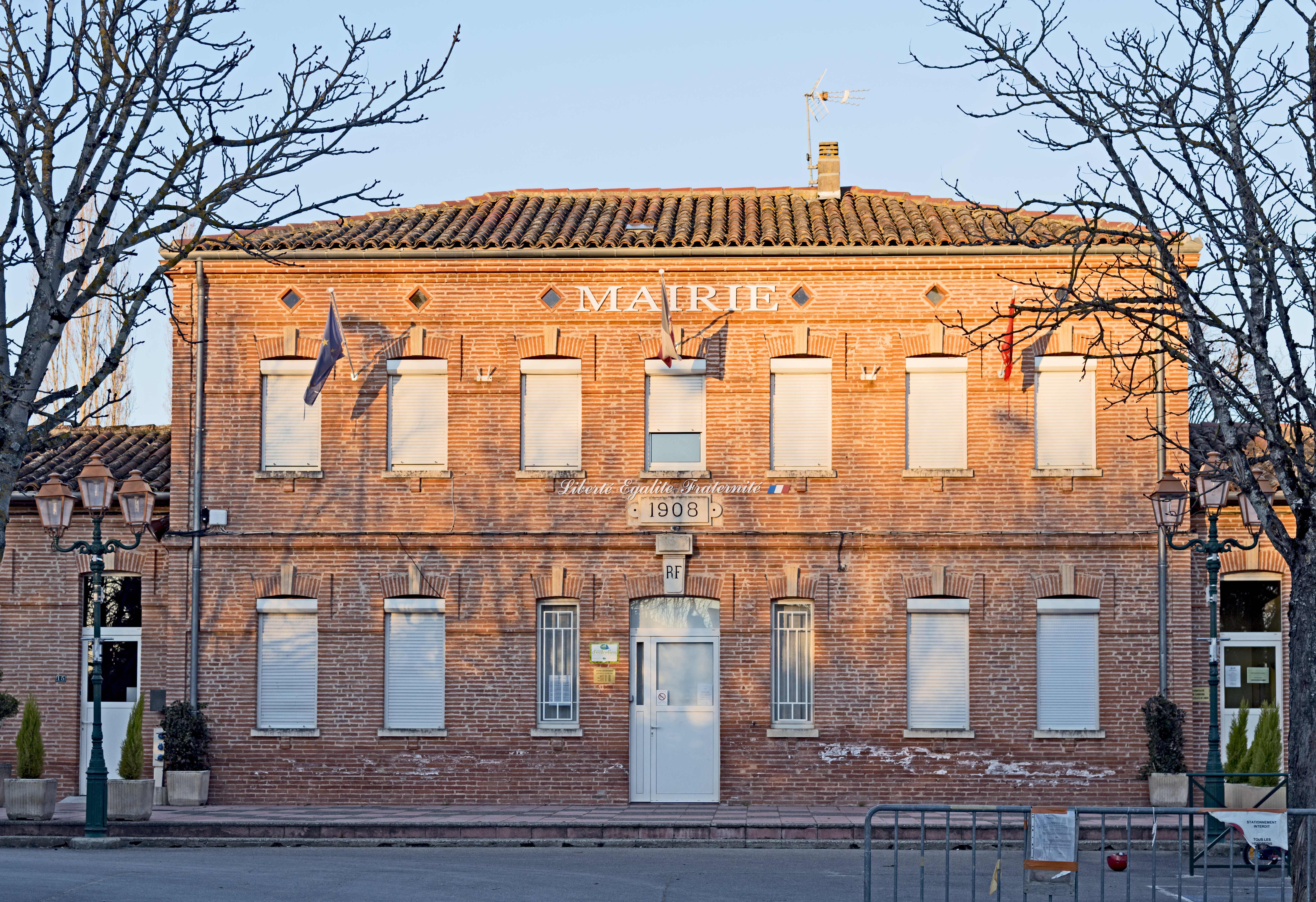
Il municipio
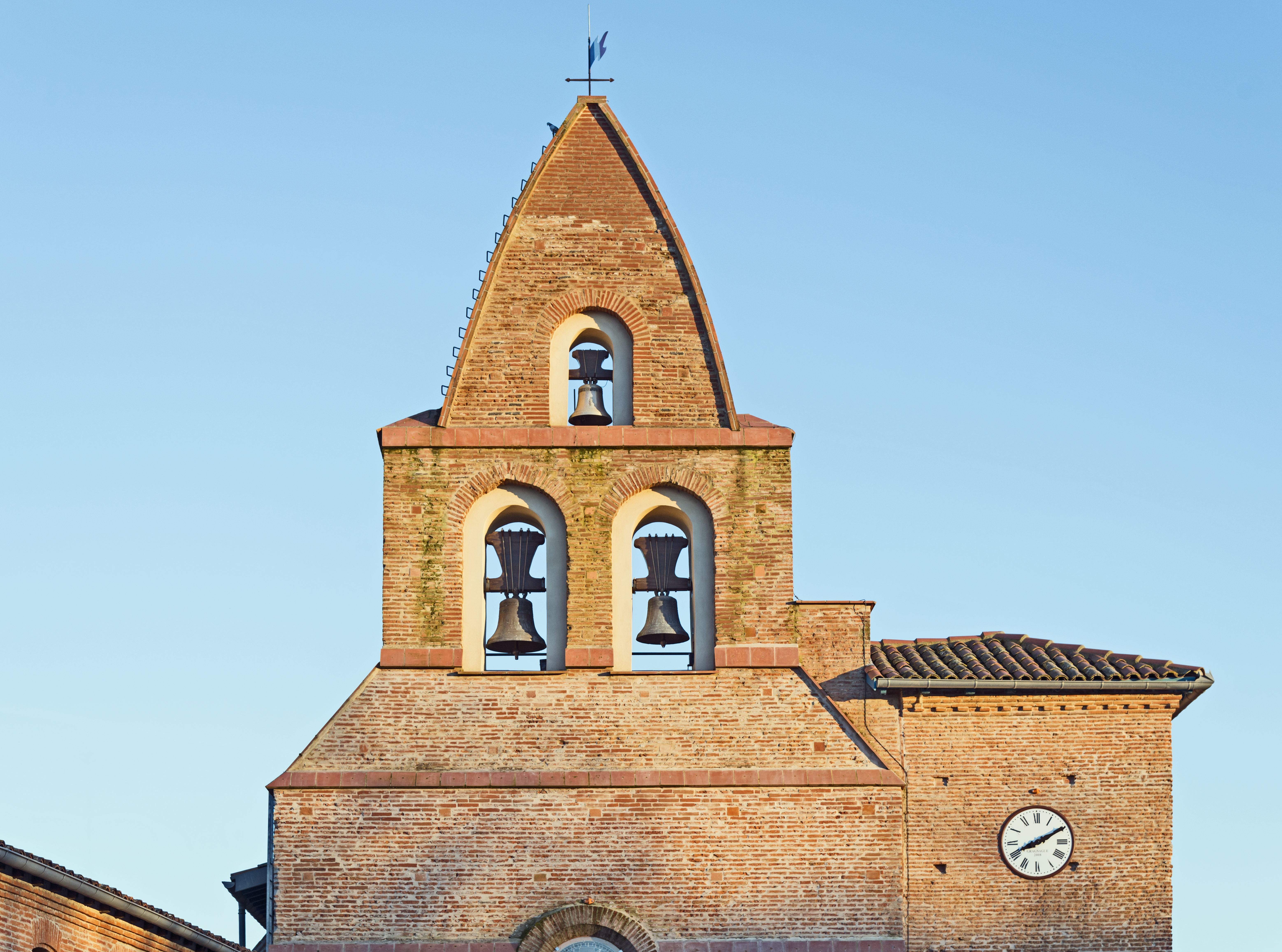
Campanille della chiesa Saint-Vincent
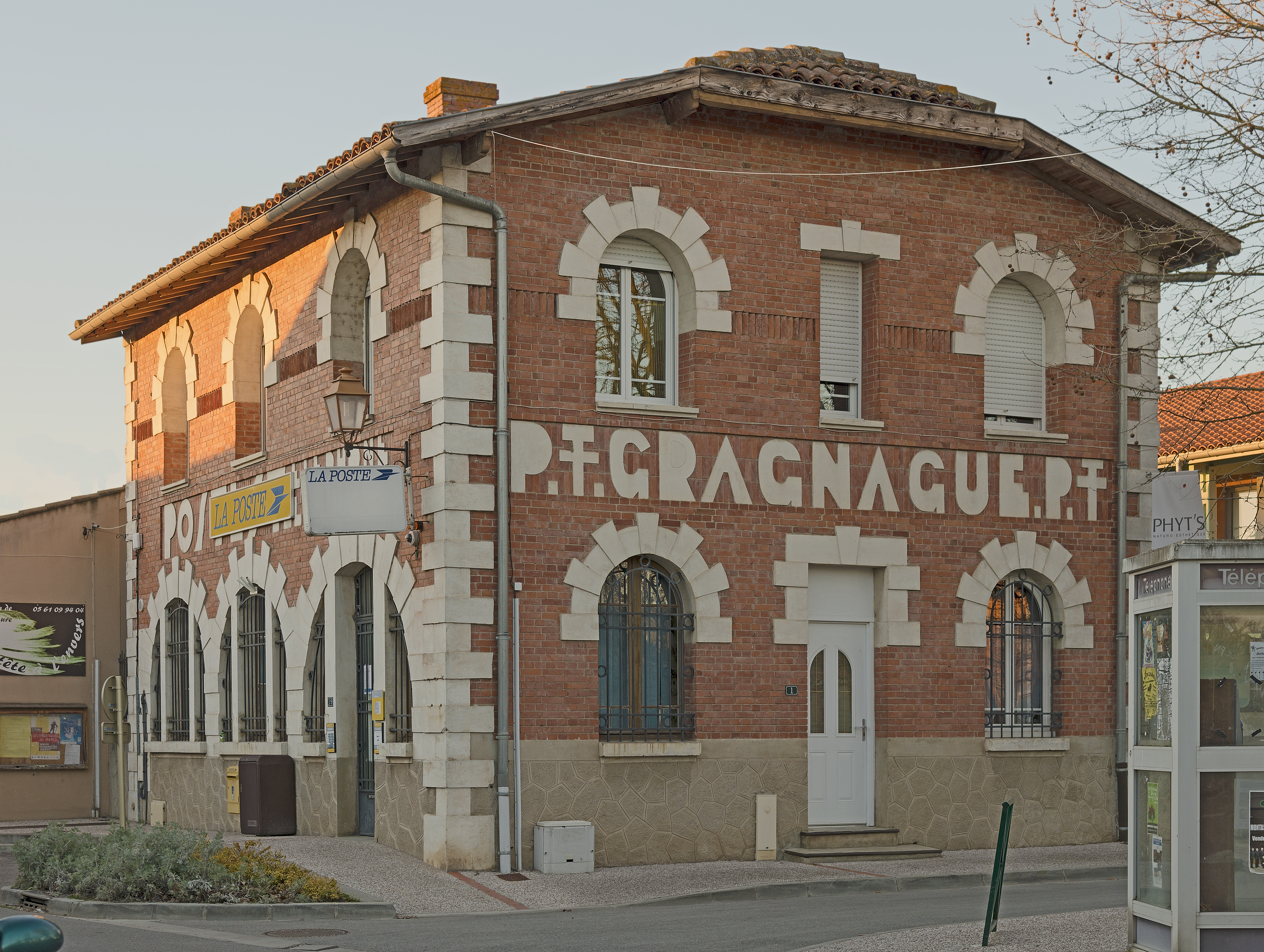
Ufficio postale